# 長遠寺 (大田区)
長遠寺（ちょうおんじ）は、東京都大田区にある真言宗智山派の寺院。

## 概要
1108年（天仁元年）、宥尊によって開山された。これまでは馬込村の別の場所に位置していたが、1502年（文亀2年）に現在地に移転した。
元禄年間（1688年～1704年）、快慶の代になって伽藍が整備され「檀林寺格」を得るなど寺運興隆したため、彼を中興者としている。
1875年（明治8年）に光雲寺を合併している。光雲寺には「鎌作観音」と呼ばれる十一面観音菩薩立像を所蔵しており、合併時に当寺に移された。

## 交通アクセス
- 西馬込駅（都営地下鉄浅草線）徒歩7分
- 東急バス 森02・森01 「長遠寺前」下車